# 透明な付箋
『透明な付箋』（とうめいなふせん）は、高橋李依の1枚目のEP。2021年6月23日にA-Sketch/Astro Voiceから発売された。

## 概要
これまで声優ユニット・イヤホンズのメンバーとしてもアーティスト活動をしていた声優・高橋李依の、『高橋李依』名義でのソロアーティストデビュー作となる（厳密に言えば、イヤホンズの活動内において既に『高橋李依』としてソロ楽曲を発表している）。
本作には、2021年4月より放送されたテレビドラマ『ガールガンレディ』主題歌・「U撃つ」ほか、全5曲が収録されている。

## 収録内容
| #         | タイトル                   | 作詞         | 作曲      | 編曲       | 時間  |
| --------- | -------------------------- | ------------ | --------- | ---------- | ----- |
| 1.        | 「カメレオンシンドローム」 | 渡邊亜希子   | 佐藤厚仁  | 田中隼人   | 3:54  |
| 2.        | 「U撃つ」                  | やぎぬまかな | 戸嶋友祐  | 上口浩平   | 3:36  |
| 3.        | 「不健康社会」             | mitoha       | 永井葉子  | TOPICS.LAB | 4:15  |
| 4.        | 「ひとつがいマグネテック」 | やぎぬまかな | 本多友紀  | 宗本康兵   | 4:10  |
| 5.        | 「ハウメニィ」             | 煮ル果実     | 煮ル果実  | 煮ル果実   | 3:56  |
| 合計時間: | 合計時間:                  | 合計時間:    | 合計時間: | 合計時間:  | 19:51 |

| #  | タイトル                                  | 作詞 | 作曲・編曲 |
| -- | ----------------------------------------- | ---- | ---------- |
| 1. | 「The Documentary of 透明な付箋」(MAKING) |      |            |